# Ladislav Mravec (diplomat)
Ladislav Mravec (* 9. prosince 1946 Martin) je český diplomat, informatik, jaderný fyzik a bývalý disident slovenského původu.

## Život
Ladislav Mravec se narodil v roce 1946 v Martině na středním Slovensku. V roce 1966 absolvoval Průmyslovou školu jaderné techniky v Praze. Poté studoval jadernou fyziku na Českém vysokém učení technickém v Praze.

## Pražské jaro
V 60. letech se angažoval ve studentském hnutí. V roce 1967 byl předsedou Svazu vysokoškolského studentstva, který se v rámci liberalizace společnosti vymezil proti jednotnému komunistickému vedení Československého svazu mládeže. V říjnu 1967 se účastnil studentské demonstrace Chceme světlo v Praze, která fakticky vedla k pádu a rezignaci prezidenta Antonína Novotného. V lednu 1969 byl poprvé zatčen, když byl režimem obviněn ze snahy vybudovat v Jugoslávii protirežimní rozhlasovou stanici. V letech 1972–1974 byl vězněn. Byl odsouzen za podvracení republiky jako hlava česko-polské studentské skupiny spolu s Helenou Stachovou a Agnieszkou Holland. Poté pracoval jako počítačový analytik.

## Diplomat
Po Sametové revoluci v roce 1989 byl rehabilitován a nastoupil do služby na Ministerstvu zahraničních věcí. V roce 1990 se stal zástupcem československé velvyslankyně v USA Rity Klímové. Po roce 1993 působil jako ředitel euroatlantické a politické sekce na Ministerstvu zahraničních věcí. V roce 1999 vstoupil do podnikatelského sektoru a stal se ředitelem několika společností pro rozvoj internetových projektů. V roce 2003 se zvolením prezidenta Václava Klause se stal ředitelem polického odboru a poté zahraničního odboru Kanceláře prezidenta republiky. Byl jedním z hlavních organizátorů cyklu Jazz na Hradě.
V současnosti působí jako generální manažer Národního strojírenského klastru působícího v rámci Hospodářské komory České republiky.